# لوید پرایس
لوید پرایس (انگلیسی: Lloyd Price؛ زادهٔ ۹ مارس ۱۹۳۳) یک موسیقی‌دان اهل ایالات متحده آمریکا است.